# Rosa chinensis
Rosa chinensis Jacq., 1768 è una pianta appartenente alla famiglia delle Rosacee.
Originaria della Cina, ove è nota come: 月季, pinyin: yueji, è comunemente conosciuta come Rosa cinese o Rose China.

## Descrizione

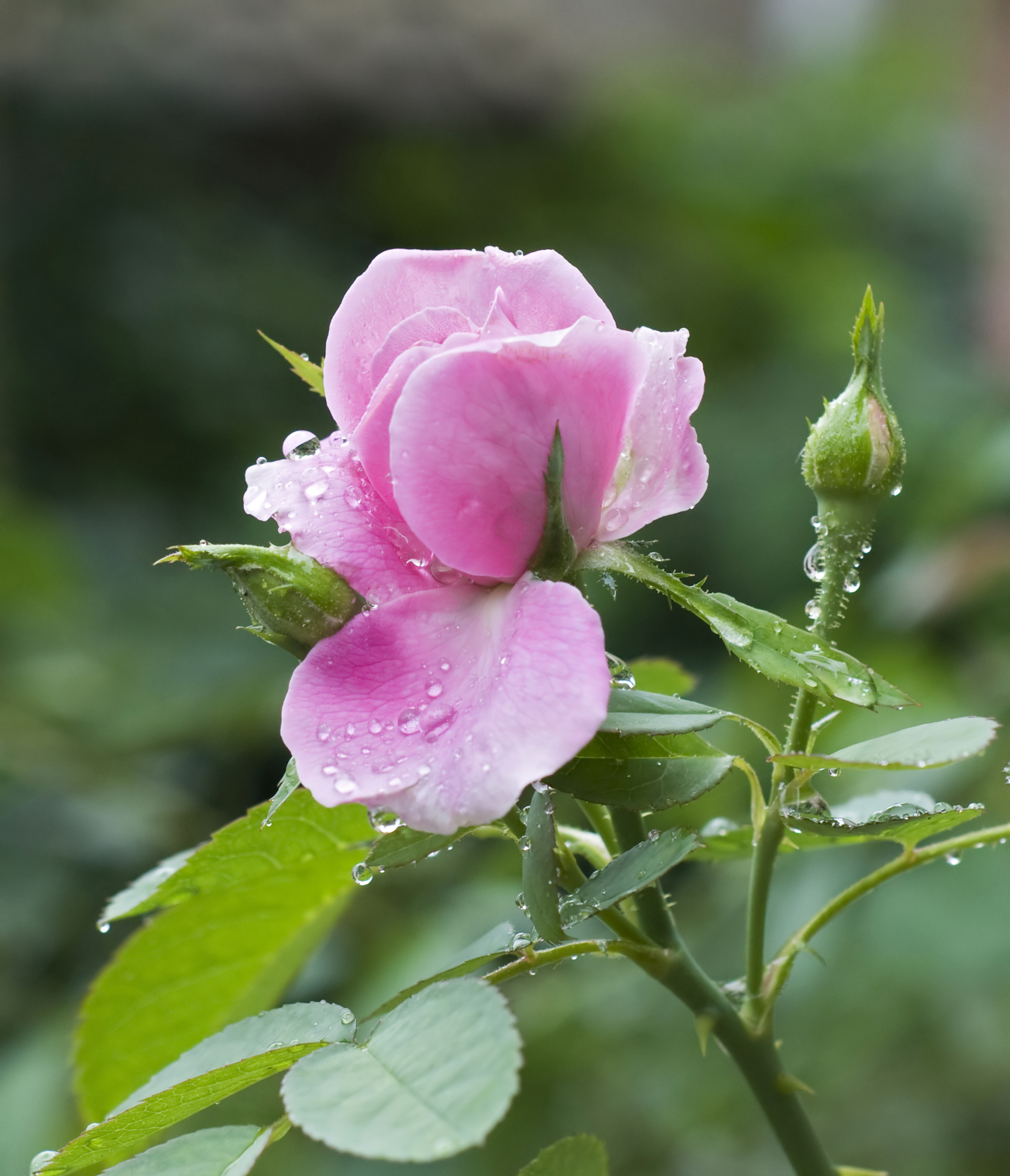
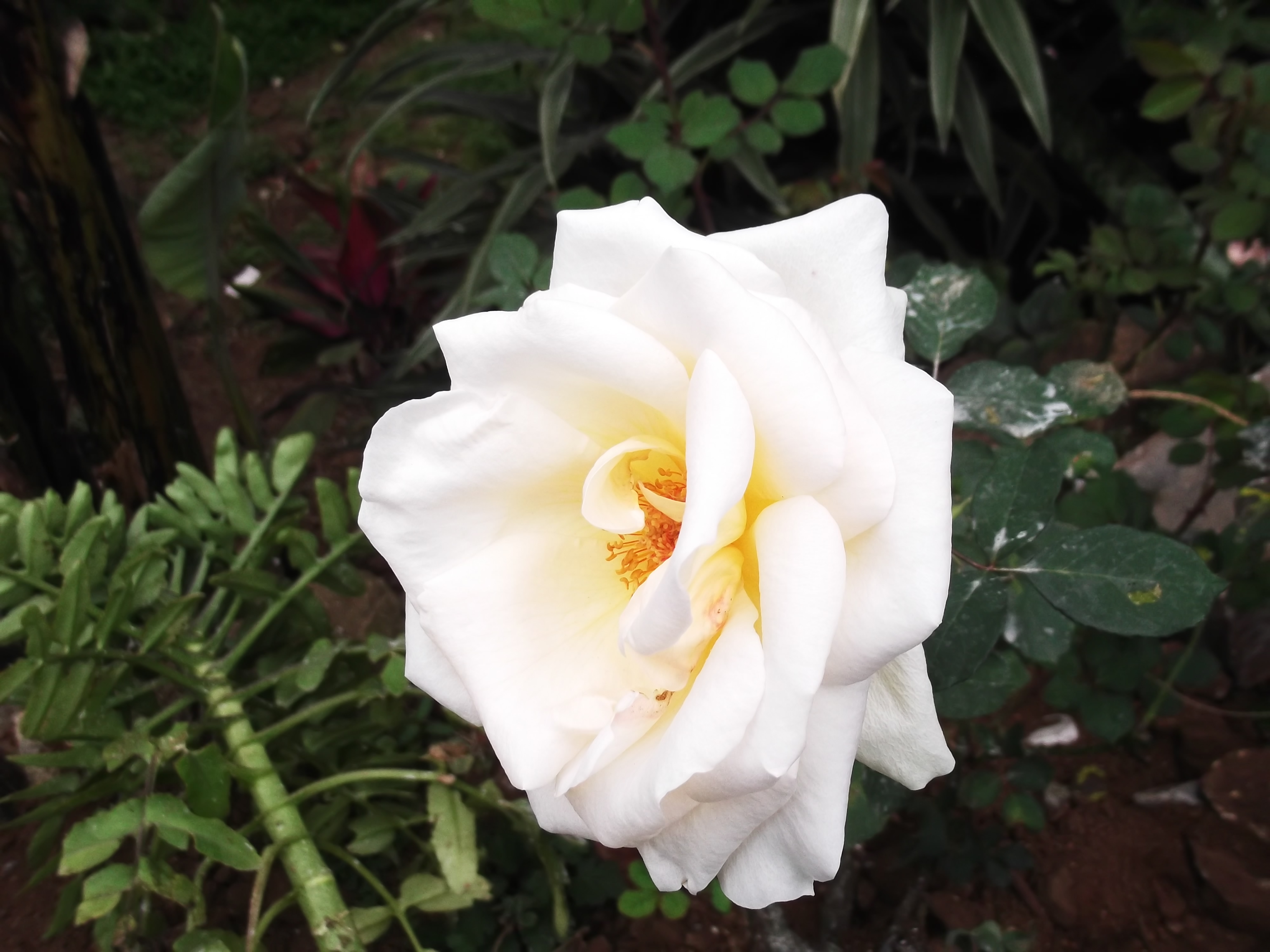
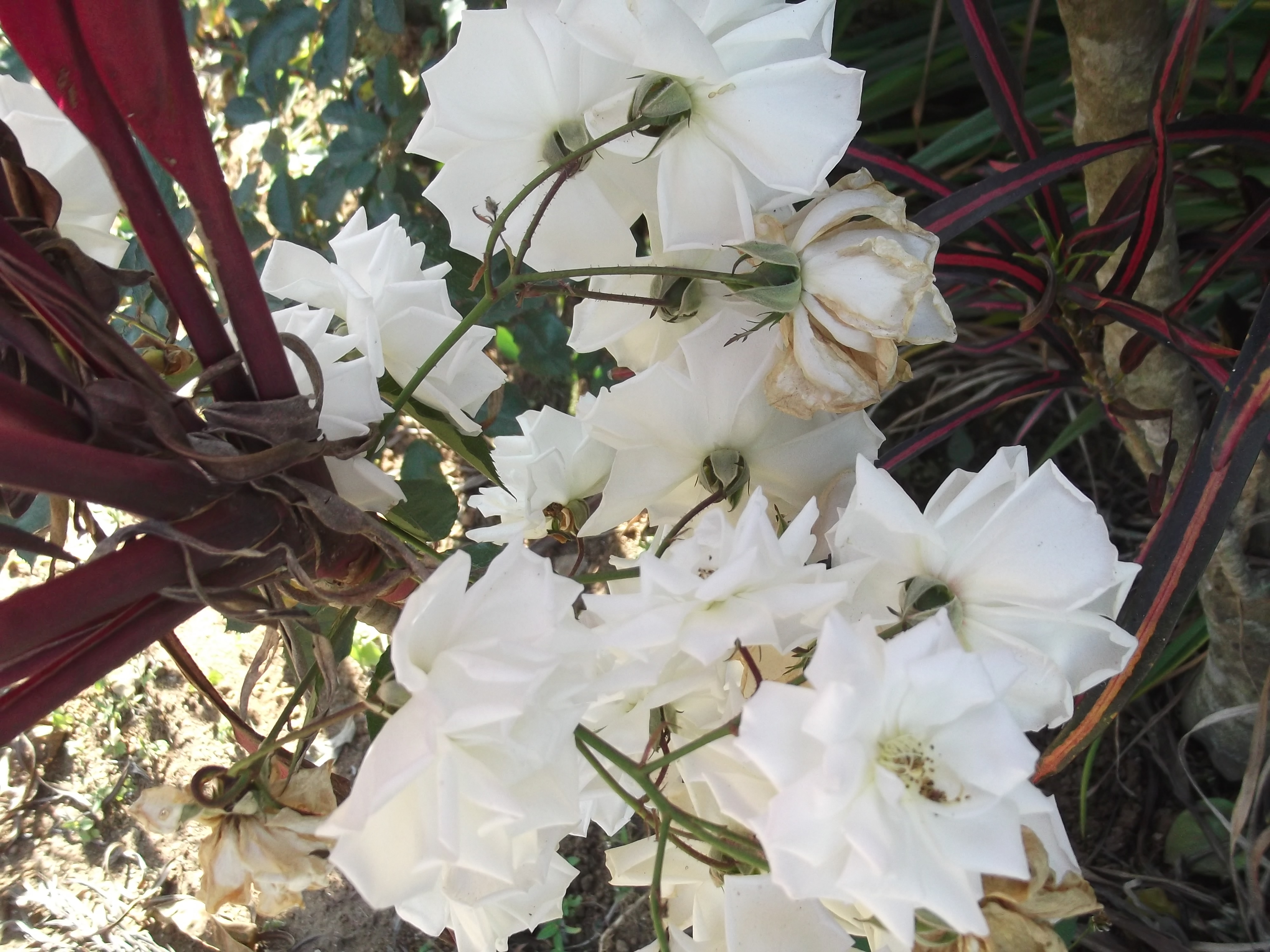
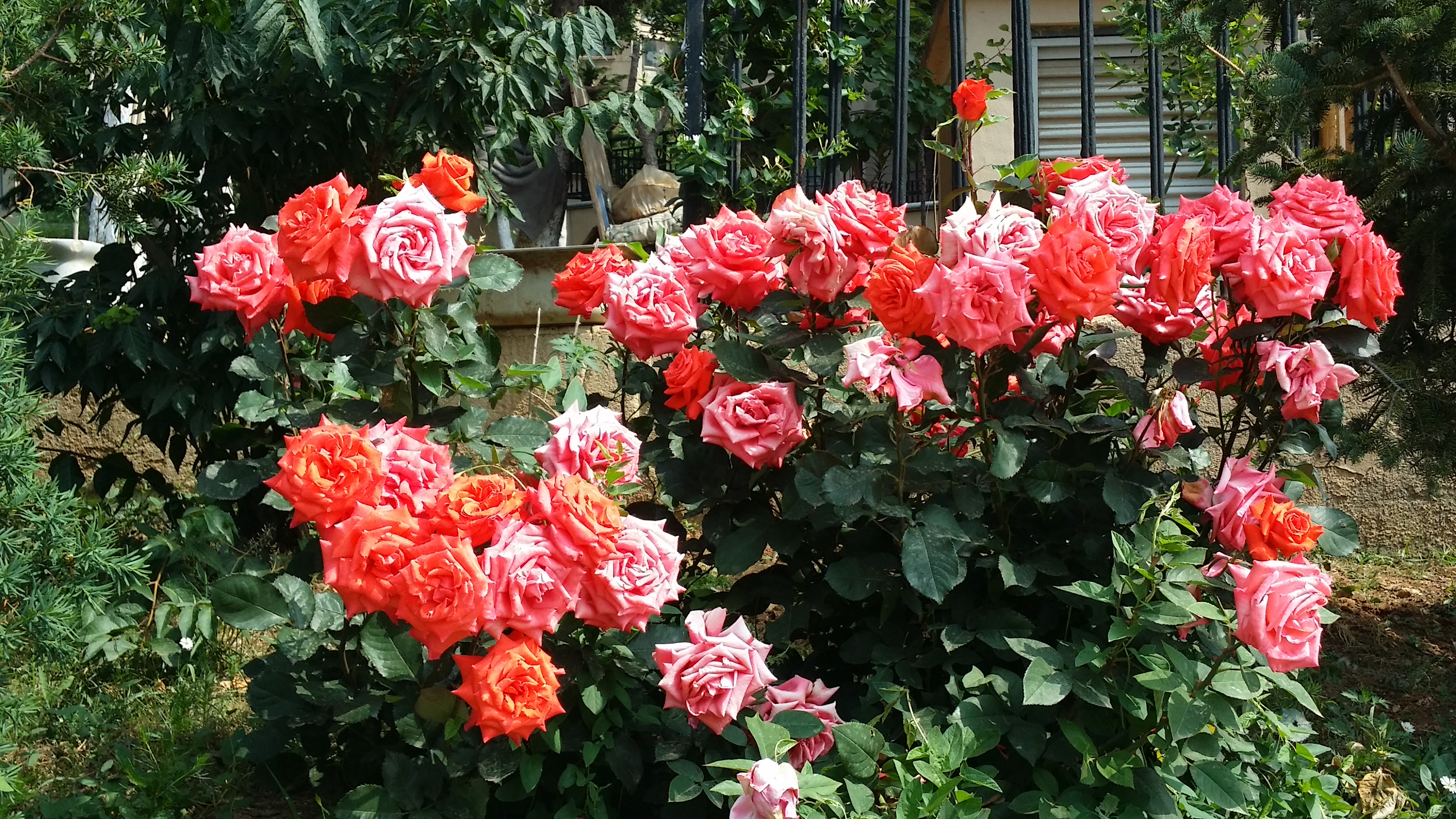
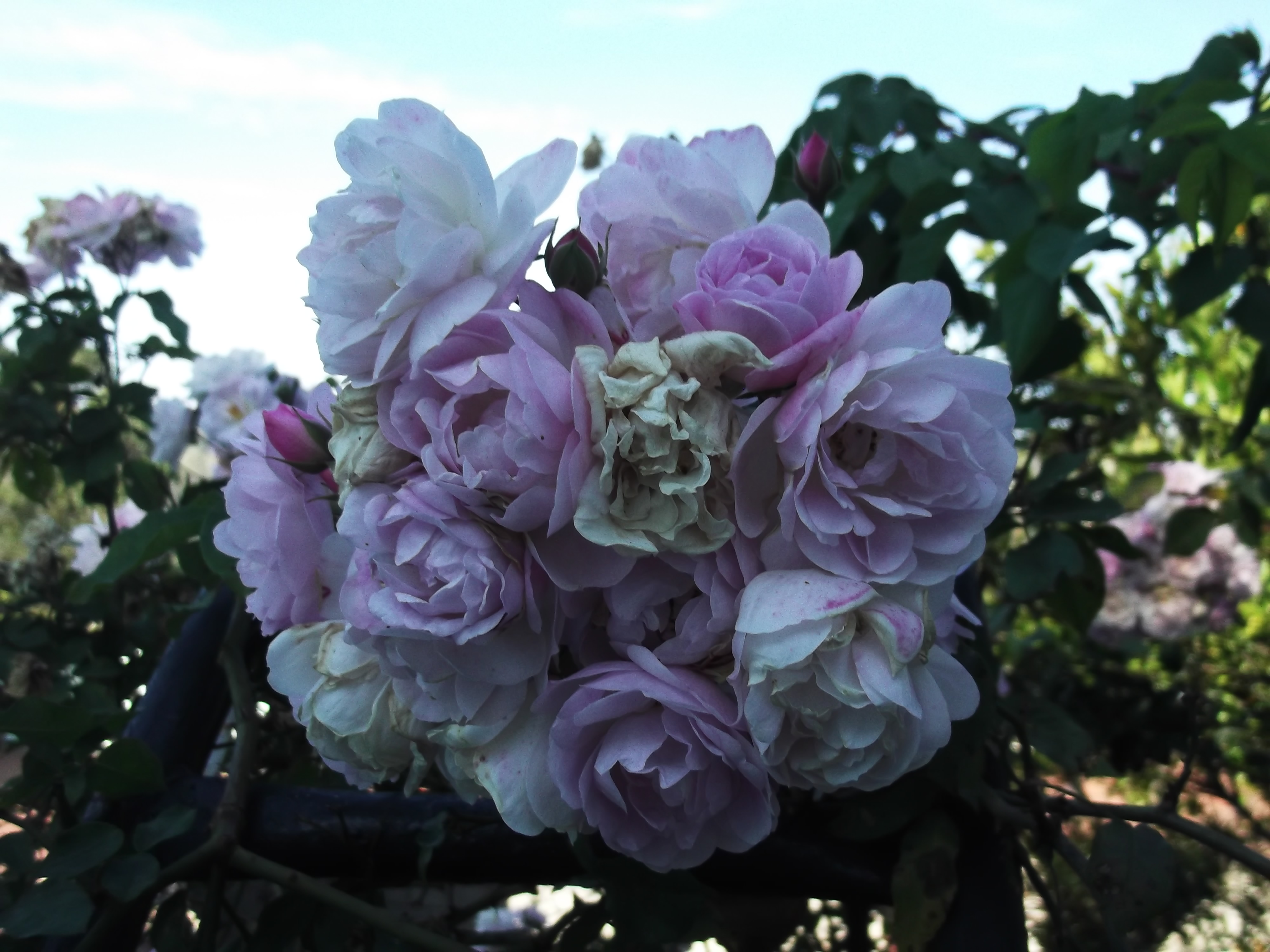

Si tratta di un arbusto che cresce fino a 1–2 m di altezza. 
Le foglie sono pennate, con 3-5 foglioline, ogni fogliolina 2,5–6 cm di lunghezza e larga 1–3 cm. 
I fiori hanno cinque petali rosa.

## Distribuzione e habitat
La pianta proviene dalla Cina sud-occidentale, principalmente sulle province di Guizhou, Hubei e Sichuan.

## Tassonomia
- Rosa chinensis var. longifolia (Willd.) Rehder
- Rosa chinensis var. minima (Sims) Voss
- Rosa chinensis f. mutabilis (Correvon) Rehder
- Rosa chinensis var. semperflorens (W.M.Curtis) Koehne
- Rosa chinensis var. spontanea (Rehder & E.H.Wilson) T.T.Yu & T.C.Ku
- Rosa chinensis f. viridiflora (Lavall‚e) C.K.Schneid.

## Usi
La specie è ampiamente coltivata in Cina come pianta ornamentale; numerose varietà coltivate sono state selezionate con diversi colori del fiore e di solito con un aumento del numero dei petali. Viene usata anche per produrre la marmellata di rose.

## Usi medici
I fiori e i frutti sono utilizzati nella medicina tradizionale cinese per guarire gonfiori alla tiroide.